# هاشم‌بیگ وزیرف
هاشم‌بیگ وزیرف (ترکی آذربایجانی: Haşım bəy Vəzirov; 1868–1916؛ ۱۸۶۸ – ۱۹۱۶) یک روزنامه‌نگار، نویسنده و ناشر آذربایجانی بود.

## زندگی‌نامه
هاشم‌بیگ وزیرف در سال ۱۸۶۸ در شهر شوشی تولد یافت. تحصیلات ابتدایی و متوسطه را در شوشی پشت سر گذاشت. پس از آنکه از دانشسرای عالی شهر ایروان دانش‌آموخته شود، به عنوان آموزگار در مدارس شهرهای ایروان، بردع، شکی و شوشی مشغول به کار شد. در طی دهه ۱۸۹۰، همزمان با اینکه در مدرسه «رئالنی» شوشی معلم بود، به همراه دیگر معلمان در تشکیل نمایش‌ها حضور پررنگی داشت. در سال ۱۸۹۵، آن‌ها اثر هاشم‌بیگ وزیرف موسوم به «ازدواج کردن- نه سرکوب تشنگی» را روی صحنه بردند. در خلال همان سالها، هاشم‌بیگ وزیرف اثر اتلوی ویلیام شکسپیر را به زبان ترکی آذربایجانی ترجمه کرد. وی نقش اتلو در نمایشی در که سال ۱۹۰۴ در شوشی به روی صحنه رفت، بازی کرد.
هاشم‌بیگ وزیرف نویسنده نمایشنامه‌هایی مانند «آموزش و پرورش مدرسه»، «در منرا نزن - وگرنه در خانه ات زده می‌شود»، «ازدواج کردن- نه سرکوب تشنگی» بود. وی مقالاتی اختصاص یافته به روشنگری فکری، علم و مسائل سیاسی و اجتماعی نگاشته بود. هاشم‌بیگ وزیرف در کنار اینکه در مقاطع مختلف سردبیری روزنامه «ارشاد» را بر عهده گرفته بود، روزنامه ای به نام «تازه حیات» را منتشر می‌کرد و به سردبیری روزنامه‌هایی چون «اعتفاق»، «صدا»، «سدایی حق» و «سدایی گافگز» هم رسیده بود.
هاشم‌بیگ وزیرف در سال ۱۹۱۶ در شهر باکو درگذشت.